# Martainneville
Martainneville település Franciaországban, Somme megyében. Lakosainak száma 421 fő (2022. január 1.). Martainneville Saint-Maxent, Biencourt, Grébault-Mesnil, Ramburelles, Tours-en-Vimeu, Le Translay és Vismes községekkel határos.

## Népesség
A település népességének változása:
| Lakosok száma | 438  | 434  | 422  | 416  | 425  | 427  | 433  | 421  |
|               | 2013 | 2015 | 2017 | 2018 | 2019 | 2020 | 2021 | 2022 |